# Тимон (Гаврилов)
Митрополит Ти́мон (рум. Mitropolitul Timon, в миру Тимофе́й Киприа́нович Гаври́лов, рум. Timofei Gavrilă; 28 мая 1918, Новенькое, Констанца — 21 августа 1996, Брэила) — предстоятель Русской православной старообрядческой церкви в Румынии с титулом «Митрополит Белокриницкий и всех древлеправославных христиан».

## Биография
Родился 28 мая 1918 года в селе Гиндэрешти (Новенькое) в семье священника. Его отец Киприан основал храм Вознесения Господня в селе Новенькое.
В возрасте 19 лет женился на старообрядке Акилине Григорьевне. В их семье было семеро детей — три сына и четыре дочери.
Вскоре после женитьбы призван в армию, где его застала Вторая мировая война. Служил он на Черноморском флоте. Сначала, когда противником была Германия, староверы служили на общих основаниях. Позднее, когда Румыния стала союзницей Германии и объявила войну СССР, староверов перестали привлекать к военным действиям, их использовали лишь на хозяйственных работах.
Вернувшись в Новенькое, Тимофей Киприанович был рукоположен во диаконы. В 1954 году, сразу после смерти своего отца, протоиерея Киприана, он был рукоположен в иереи митрополитом Тихоном и начал служить вторым священником в храме Вознесения Господня в селе Новеньком вместе со священником Иоанном Демидовым.
В 1975 году епископ Славский Амвросий (Анисим) возвёл Тимофея в протоиереи.
В 1985 году, после смерти митрополита Белокриницкого Иоасафа, на Освященном Соборе протоиерей Тимофей был избран митрополитом Белокриницким и всех древлеправославных христиан. Сразу же после избрания принял иноческий чин в мужском Славском монастыре с наречением имени Тимон. Чин пострижения в иноки совершил архимандрит Исайя, духовным отцом стал инок Иезекиль.
В августе 1985 года произошло поставление священноинока Тимона в сан митрополита Белокриницкого. Поставление совершили епископ Молдавский Киприан, епископ Славский Леонид и епископ Австралийский Иосиф.
Отличительной чертой его первосвятительства было, в частности, установление более тесных контактов с Московской митрополией, ставшее возможным в условиях краха государственного атеизма в Румынии и в нашей стране. В течение 1991 года состоялся обмен духовными делегациями на высшем уровне между старообрядческими митрополиями Москвы и Браилы. Во время визита в Россию совершил богослужение в Покровском кафедральном храме на Рогожском кладбище в Москве, посетил святыни Русской Церкви: Троице-Сергиеву и Киево-Печерскую лавры, а также старообрядческую общину в Кишинёве.
В последние годы жизни много болел.
Скончался 21 августа 1996 года в городе Браила. Чин погребения в храме села Гиндэрешти (Новенькое), на родине почившего, совершили 25 августа преосвященные епископ Молдавский Афанасий и епископ Браиловский Леонтий, в сослужении четырёх протоиереев, четырнадцати иереев и четырех диаконов из старообрядческих приходов Румынии и Болгарии. В качестве гостя присутствовал генеральный консул России в городе Констанца Александр Крышко. Похоронен в родном селе — у стен храма, построенного его отцом и где он начал служение.